# Mirosław Myśliński
Mirosław Myśliński (ur. 6 grudnia 1963 w Kunicach Żarskich) – polski piłkarz występujący na pozycji pomocnika.
Największym sukcesem tego zawodnika było zdobycie brązowego medalu młodzieżowych Mistrzostw Świata w 1983.
Swoją piłkarską karierę rozpoczął w Siarce Tarnobrzeg w sezonie 1981/82, a zakończył ją w 2004 r. w barwach Startu Brzeziny. W międzyczasie reprezentował kluby: Widzew Łódź (1982–1985 i 1987–1994), z którym sięgnął po Puchar Polski w roku 1985, oraz Śląsk Wrocław (1985–87), Ślęza Wrocław (1994), ŁKS Łódź (1994–96), Ceramika Opoczno (1996–2000), RKS Radomsko (2000–02) i Stal Głowno (2002).